# 1953年の名古屋ドラゴンズ
1953年の名古屋ドラゴンズでは、1953年の名古屋ドラゴンズの動向をまとめる。
この年の名古屋ドラゴンズは、坪内道典監督の2年目のシーズンである。

## 概要
この年は1951年から導入された輪番制により名古屋鉄道が運営する年であったが、オーナー職は中日側の小山龍三が続投した。
松竹・大洋との合併によりセ・リーグは結成4年目でようやく6球団へ移行したこの年、チームは前年同様巨人の対抗馬に予想された。開幕後はまずまずの成績を残し、この年のオールスターには辞退した西沢道夫を除き6人の選手を送り込むなど健闘した。しかし、セ・リーグに加盟してもライバル巨人の背中は遠く、チームは70勝57敗3分で2年連続の3位に終わり坪内監督はこの年を最後に辞任した。シーズン終了後、名古屋鉄道が球団の経営から撤退し中日新聞社の単独経営となったことにより、球団の名称を「中日ドラゴンズ」に戻したため、名古屋ドラゴンズを名乗ったのはこの年が最後となった。投手陣は杉下茂が23勝、大島信雄が12勝をそれぞれあげたほか、石川克彦が18勝で最高勝率を獲得するなどの活躍でチーム防御率はリーグ3位を記録。打撃陣は4番の西沢が打率リーグ3位、児玉利一が打率リーグ6位を記録するなどまずまずの成績を残したが、得点が巨人と140点差以上の3位で、2位の阪神にも80点差をつけられた。対戦成績では2位争いを演じた阪神に13勝13敗と五分五分だったが、優勝の巨人には弱く8勝17敗1分で負け越した。

## チーム成績

### レギュラーシーズン
| 1 | 中 | 本多逸郎 |
| 2 | 右 | 原田督三 |
| 3 | 一 | 西沢道夫 |
| 4 | 左 | 杉山悟   |
| 5 | 三 | 児玉利一 |
| 6 | 捕 | 野口明   |
| 7 | 二 | 藤野光久 |
| 8 | 遊 | 牧野茂   |
| 9 | 投 | 杉下茂   |

| 順位 | 4月終了時 | 4月終了時 | 5月終了時 | 5月終了時 | 6月終了時 | 6月終了時 | 7月終了時 | 7月終了時 | 8月終了時 | 8月終了時 | 最終成績 | 最終成績 |
| ---- | --------- | --------- | --------- | --------- | --------- | --------- | --------- | --------- | --------- | --------- | -------- | -------- |
| 1位  | 巨人      | --        | 巨人      | --        | 巨人      | --        | 巨人      | --        | 巨人      | --        | 巨人     | --       |
| 2位  | 名古屋    | 2.5       | 名古屋    | 3.0       | 名古屋    | 3.5       | 名古屋    | 5.5       | 名古屋    | 7.5       | 大阪     | 16.0     |
| 3位  | 洋松      | 4.5       | 大阪      | 6.0       | 大阪      | 5.5       | 大阪      | 8.0       | 大阪      | 9.5       | 名古屋   | 18.5     |
| 4位  | 大阪      | 5.0       | 洋松      | 11.0      | 広島      | 13.5      | 広島      | 16.5      | 広島      | 18.0      | 広島     | 36.0     |
| 5位  | 国鉄      | 9.0       | 広島      | 12.5      | 洋松      | 16.0      | 洋松      | 17.5      | 洋松      | 23.5      | 洋松     | 37.5     |
| 6位  | 広島      | 9.0       | 国鉄      | 21.5      | 国鉄      | 24.5      | 国鉄      | 30.5      | 国鉄      | 31.5      | 国鉄     | 42.0     |

| 順位 | 球団             | 勝 | 敗 | 分 | 勝率 | 差   |
| 1位  | 読売ジャイアンツ | 87 | 37 | 1  | .702 | 優勝 |
| 2位  | 大阪タイガース   | 74 | 56 | 0  | .569 | 16.0 |
| 3位  | 名古屋ドラゴンズ | 70 | 57 | 3  | .551 | 18.5 |
| 4位  | 広島カープ       | 53 | 75 | 2  | .414 | 36.0 |
| 5位  | 大洋松竹ロビンス | 52 | 77 | 1  | .403 | 37.5 |
| 6位  | 国鉄スワローズ   | 45 | 79 | 1  | .363 | 42.0 |

## オールスターゲーム1953
| ファン投票 | 野口明 | 児玉利一 | 杉山悟   | 原田徳光 |
| 監督推薦   | 杉下茂 | 石川克彦 | 西沢道夫 |          |

- 取り消し線は出場辞退

## 表彰選手
| リーグ・リーダー | リーグ・リーダー | リーグ・リーダー | リーグ・リーダー |
| 選手名           | タイトル         | 成績             | 回数             |
| ---------------- | ---------------- | ---------------- | ---------------- |
| 石川克彦         | 最高勝率         | .818             | 初受賞           |

| ベストナイン |
| ------------ |
| 選出なし     |